# 13-я танковая бригада
13-я отдельная танковая бригада — танковая бригада Красной армии ВС СССР, в годы Великой Отечественной войны.
Сокращённое наименование — 13 отбр.

## История формирования
13-я танковая бригада сформирована на основании приказа НКО СССР № 0063 от 12 августа 1941 года, директивы заместителя НКО № 725239сс от 02 сентября 1941 года и распоряжения АБТВ Харьковского ВО № 1/003397 от 6 сентября 1941 года в районе села Малиновка Харьковской области. Бригада формировалась по штатам отдельной танковой бригады № 010/75 — 010/83, 010/78 от 13 сентября 1941 года. На формирование бригады были обращены 58-й, 62-й танковые батальоны, медсанбат и частично управление 44-й танковой дивизии и 26-й мотоциклетный полк 18-го механизированного корпуса. Формирование бригады проводил командир 26-го мотоциклетного полка майор И. Т. Климчук. Постановлением ГКО № 671сс от 30 сентября 1941 года предписывалось завершить формирование бригады к 30 сентября 1941 года в следующем составе: КВ-1 — 7 шт; Т-34 — 22 шт; Т-60 или БТ, или Т-26 — 32 шт; бронеавтомобилей — 15 шт.
Формирование бригады было закончено 15 сентября 1941 года в районе города Дергачи, доукомплектование бригады материальной частью и боеприпасами проходило до 25 сентября.
Бригада на 25 сентября имела 1871 военнослужащих и следующую в боевую и материальную часть:
- стрелкового оружия: винтовок — 137; карабинов — 326; автоматических винтовок — 571
- пулемётов: станковых — 6; ручных — 43; ППД — 182
- 37-мм зенитных пушек — 4
- танков КВ-1 — 4; Т-34 — 25; Т-16 — 8; БТ-7 — 12; БТ-5 — 10; БТ-2 — 10
- бронеавтомобилей БА-20 — 4
- автомобилей: легковых — 10; грузовых — 114; специальных — 41
- тракторов — 12
- мотоциклов — 15

С 21 июля по 5 августа 1942 года бригада находилась Сталинградском учебном АБТ центре в районе Городище (15 км севернее Сталинграда), на доукомплектовании материальной частью, вооружением и личным составом. Комплектование бригады происходило по штатам № 010/345 — 010/352 с изменением штата танковых батальонов с № 010/346 на штат № 010/394. На укомплектование бригады из 21-го отдельного учебного танкового батальона прибыли 6 танковых рот по 7 танков Т-34 в каждой плюс 2 танка командования всего 44 танка. Зенитная батарея была выведена из штата и 5 августа откомандирована в 1257-й полк ПВО на станцию Качалино. В сентябре 1941 года отбр получила 4 артустановки ЗиС-30 на вооружение противотанковой батареи противотанкового дивизиона.

## Участие в боевых действиях
Период вхождения в действующую армию: 28 сентября 1941 года — 21 июля 1942 года; 5 августа 1942 года — 7 февраля 1943 года.
25 сентября 1941 года бригада сосредоточилась в селе Просяное и поступила в распоряжение 38-й армии, но уже 28 сентября была передана в состав 6-й армии и передислоцировалась в село Сахновщина.
Первый бой бригада приняла в 9.00 30 сентября 1941 года, поддерживая атаку 26-й и 28-й кавалерийских дивизий на Голубовку. В результате тяжёлого боя бригада понесла большие потери в личном составе — 301 человек убитыми, ранеными и пропавшими без вести, в материальной части — танков: КВ — 2, Т-34 — 13, ВТ — 5; мотоциклов — 3. В бою было уничтожено: танков противника — 35; пулемётных гнёзд — 12; автомашин — 61; солдат и офицеров — до 600 человек. После приведения в порядок материальной части, бригада участвовала в боях во взаимодействии с 255-й стрелковой дивизией в районе Красноармейское, Бердянка.
8 октября 1941 года бригада вела бои во взаимодействии с Днепропетровским артиллерийским училищем в районе Вольный, уничтожая подходящие силы противника со станции Кигичевка. В дальнейшем, до 11 октября 1941 года, прикрывала отход частей 6-й армии в районе Скотоватое. С 12 по 15 октября бригада вела ожесточённые бои с численно превосходящим противником в районе Краснопавловка.
На основании приказа Юго-Западного фронта № 274 от 17 апреля 1942 года бригада вошла в штат 22-го танкового корпуса 38-й армии.

Сражение за Абганерово. Август 1942 года.

В 3.00 5 августа 1942 года бригада выступила своим ходом из района Городище и к 15.00 сосредоточилась в лесу 4 км юго-восточнее станции Тингута в готовности для отражения атак противника. Противник к исходу дня вышел на рубеж станция Абганерово — Плодовитое имея до 50 танков и двух полков с артиллерией. С утра 6 августа противник силой до полка пехоты с артиллерией и до 40 танков перешёл в наступление из Плодовитое в направлении разъезда 74-й км и к 12.00 занял его. В 10.00 6 августа бригада атаковала группировку противника в районе разъезда 74-й км, но в 12.00, на подступах к разъезду, была контратакована 30-ю танками, ПТО и авиацией противника, в то же время левый фланг бригады был атакован со стороны Плодовитое 45-ю танками противника. В результате боя и понесённых потерь бригада была вынуждена отойти и занять оборону в 4-х км юго-западнее разъезда Тингута. В 15.45 бригада была атакована 54-я танками противника с направления Плодовитое, но встреченные огнём 1-го танкового батальона и противотанковой артиллерией соседних частей, танки противника вынуждены были отойти в направлении разъезда 74-й километр.
Приказ народного комиссара обороны СССР № 58 от 7 февраля 1943 года, за проявленную отвагу в боях за Отечество с немецкими захватчиками, за стойкость, мужество, дисциплину и организованность, за героизм личного состава, 13-я отдельная танковая бригада была преобразована в 32-ю гвардейскую отдельную танковую бригаду.

## Состав
На момент формирования:
- Управление бригады (штат № 010/75)
- Рота управления (штат № 010/76)
- Разведывательная рота (штат № 010/77)
- Моторизованный стрелково-пулемётный батальон (штат № 010/79)
- Зенитный дивизион (штат № 010/80)
- Ремонтно-восстановительная рота (штат № 010/81)
- Автотранспортная рота (штат № 010/82)
- Медико-санитарный взвод (штат № 010/83)
- 13-й танковый полк (штат № 010/87)

В декабре 1941 года бригада переформирована по штатам № 010/303 — 010/310:
- Управление бригады (штат № 010/303)
- Рота управления (штат № 010/304)
- Разведывательная рота (штат № 010/305)
- 1-й отдельный танковый батальон (штат № 010/306)
- 2-й отдельный танковый батальон (штат № 010/306)
- Мотострелково-пулемётный батальон (штат № 010/307)
- Ремонтно-восстановительная рота (штат № 010/308)
- Автотранспортная рота (штат № 010/309)
- Медико-санитарный взвод (штат № 010/310)

В мае 1942 года бригада переформирована по особому Сталинградскому штату:
- Управление бригады (штат № 010/345)
- 1-й отдельный танковый батальон (штат № 010/394)
- 2-й отдельный танковый батальон (штат № 010/394)
- Мотострелково-пулемётный батальон (штат № 010/347)
- Истребительно-противотанковая батарея (штат № 010/348)
- Зенитная батарея (штат № 010/349) (до 5.8.1942)
- Рота управления (штат № 010/350)
- Рота технического обеспечения (штат № 010/351)
- Медико-санитарный взвод (штат № 010/352)
- 139-й отдельный танковый полк[9] (придан бригаде 12.1942)

## В составе
| Подчинение     | Подчинение                   | Подчинение | Подчинение           | Подчинение            |
| Дата           | Фронт (округ)                | Армия      | Корпус               | Примечания            |
| -------------- | ---------------------------- | ---------- | -------------------- | --------------------- |
| 1.10.1941 года | Юго-Западный фронт           | 6-я армия  | -                    | -                     |
| 1.11.1941 года | Юго-Западный фронт           | -          | -                    | Фронтового подчинения |
| 1.12.1941 года | Юго-Западный фронт           | -          | -                    | Фронтового подчинения |
| 1.01.1942 года | Юго-Западный фронт           | -          | -                    | Фронтового подчинения |
| 1.02.1942 года | Юго-Западный фронт           | 6-я армия  | -                    | -                     |
| 1.03.1942 года | Юго-Западный фронт           | 6-я армия  | -                    | -                     |
| 1.04.1942 года | Юго-Западный фронт           | 6-я армия  | -                    | -                     |
| 1.05.1942 года | Юго-Западный фронт           | 38-я армия | 22-й танковый корпус | -                     |
| 1.06.1942 года | Юго-Западный фронт           | 38-я армия | 22-й танковый корпус | -                     |
| 1.07.1942 года | Юго-Западный фронт           | 38-я армия | 22-й танковый корпус | -                     |
| 1.08.1942 года | Сталинградский военный округ | -          | -                    | -                     |
| 1.09.1942 года | Юго-Западный фронт           | 64-я армия | 13-й танковый корпус | -                     |
| 1.10.1942 года | Сталинградский фронт         | 64-я армия | 13-й танковый корпус | -                     |
| 1.11.1942 года | Сталинградский фронт         | -          | 13-й танковый корпус | -                     |
| 1.12.1942 года | Сталинградский фронт         | 57-я армия | 13-й танковый корпус | -                     |
| 1.01.1943 года | Южный фронт                  | 51-я армия | 13-й танковый корпус | -                     |
| 1.02.1943 года | Южный фронт                  | -          | -                    | Фронтового подчинения |

## Командование бригады

### Командиры бригады
- Климчук, Иван Трофимович[11] (06.09.1941 — 14.09.1941), майор (ВРИД);
- Левский, Михаил Ильич[12] (15.09.1941 — 22.09.1941), полковник;
- Казаков, Алексей Иванович (22.09.1941 — 16.10.1941), майор (ВРИД);
- Земляной, Андрей Григорьевич[13] (17.10.1941 — 02.12.1941), подполковник (попал в плен);
- Казаков Алексей Иванович (03.12.1941 — 19.01.1942), майор, подполковник (тяжело ранен в бою);
- Климчук Иван Трофимович (20.01.1942 — 30.08.1942), подполковник, полковник (погиб в бою);
- Богданов, Алексей Артемьевич (03.09.1942 — 10.10.1942), подполковник;
- Гринкевич, Франц Андреевич (11.10.1942 — 07.02.1943), майор, подполковник[14][15]

### Заместители командира по строевой части
- Климчук Иван Трофимович (14.09.1941 — 19.01.1942), майор, подполковник;
- Богданов Алексей Артемьевич (06.1942 — 01.09.1942), подполковник;
- Харина Иван Васильевич[16] (— 07.02.1943), капитан

### Военные комиссары бригады, с 09.10.1942 — заместители командира бригады по политической части
- Гныря Григорий Маркович (06.09.1941 — 14.09.1941), старший политрук;
- Шварц Пейсах Янкелевич (15.09.1941 — 19.01.1942), полковой комиссар (ранен в бою);
- Горев Пётр Иванович (19.01.1942 — 19.08.1942), батальонный комиссар старший батальонный комиссар (погиб в бою);
- Макаренко Николай Сергеевич (01.09.1942 — 07.02.1943), батальонный комиссар, майор[17]

### Начальники штаба бригады
- Казаков Алексей Иванович (18.09.1941 — 21.09.1941), майор;
- Дубровин Василий Степанович (25.09.1941 — 15.10.1941), капитан (ВРИД);
- Казаков Алексей Иванович (16.10.1942 — 02.12.1941), майор;
- Богданов Алексей Артемьевич (03.12.1941 — 18.06.1942), майор;
- Парфененко (21.06.1942 — 01.09.1942), капитан, майор;
- Пузыревский Сергей Григорьевич (01.09.1942 — 07.02.1943), капитан, майор[18]

## Отличившиеся воины
| Награда | Ф. И. О.                        | Должность                                             | Звание                                      | Дата награждения | Примечания                                    |
| ------- | ------------------------------- | ----------------------------------------------------- | ------------------------------------------- | ---------------- | --------------------------------------------- |
|         | Головненков, Александр Павлович | командир танка Т-34 139-го отдельного танкового полка | Лейтенант Бронетанковых войск Красной Армии | 31.03.1943       | погиб 22.12.1942, похоронен в селе Васильевка |

## Танкисты-асы
| Ф. И.О                   | Должность        | Звание    | Победы | Типы танков | Обстоятельства подвигов                                                         |
| ------------------------ | ---------------- | --------- | ------ | ----------- | ------------------------------------------------------------------------------- |
| Климчук, Иван Трофимович | командир бригады | полковник | 6      |             | в боях за разъезды 74-й и 55-й километр, также 4 ПТО и до 100 солдат и офицеров |